# Marcelo de Sérdica
Marcelo (em latim: Marcellus) foi um oficial romano do século IV, ativo durante o reinado do imperador Constâncio II (r. 337–361).

## Vida

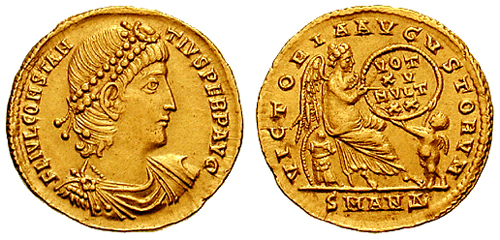
Soldo de r.

Era nativo de Sérdica. Em 356, sucede Ursicino como mestre da cavalaria na Gália. Embora nominalmente sob autoridade do césar Juliano, era desobediente e se recusou a aliviar Senones quando os alamanos cercaram Juliano. Em 357, foi demitido por Constâncio e substituído por Severo. Em seu retorno a corte, fez acusações contra Juliano, mas foi refutado por Eutério e retirou-se para Sérdica. Quando Juliano se tornou augusto, temia sua vingança, mas foi deixado quieto, mesmo com seu filho conspirando contra o imperador e sendo executado.